# San Mango d'Aquino
San Mango d'Aquino est une commune de la province de Catanzaro dans la région Calabre en Italie.

## Administration
| Période                                  | Période  | Identité           | Étiquette    | Qualité |
| ---------------------------------------- | -------- | ------------------ | ------------ | ------- |
| 15 avril 2008                            | En cours | Vincenzo Buoncuore | Lista Civica | 2       |
| Les données manquantes sont à compléter. |          |                    |              |         |

### Communes limitrophes
Cleto, Martirano Lombardo, Nocera Terinese